# Pycnophyllum molle
Pycnophyllum molle är en nejlikväxtart som beskrevs av Esprit Alexandre Remy. Pycnophyllum molle ingår i släktet Pycnophyllum och familjen nejlikväxter. Inga underarter finns listade i Catalogue of Life.